# Semiothisa pallida
Semiothisa pallida là một loài bướm đêm trong họ Geometridae.